# リバーサイド千秋
リバーサイド千秋 （リバーサイドせんしゅう） は、新潟県長岡市千秋二丁目にある、ユニーが管理・運営するモール型ショッピングセンター （ウォークモール） である。2019年時点では、新潟県内のショッピングセンターとしてはイオンモール新潟南に次ぐ2番目の店舗面積を有する。

## 概要
長岡市・信濃川川西の千秋が原（旧信濃川河川敷）南側地区開発の第一期計画として出店が計画され、2007年（平成19年）4月20日に開業した。
1・2階を売り場、3階と屋上を駐車場とした鉄骨3階建ての建物で、アピタ長岡店を核として120の専門店（うち48店は県内初出店）が入る形でオープンした。ターゲットは若い世代に当てられている。
本館の南側、市道を挟んだ隣接地にはT・ジョイ長岡を核とする別館の「リバーサイド千秋 センタープラザ」と東京インテリア長岡店がある。
このうちセンタープラザは、土地所有者であった越後交通グループの長鐡工業がもともと建物運営を行っていた3階建ての商業施設。2007年（平成19年）11月23日にシネコン部分などが開業し、その後25店舗が出揃い2008年（平成20年）9月19日に全面開業した。しかし2010年（平成22年）2月、長鐵工業がFC運営していた「ラコステ」「セオリー」など8店舗がFC契約解消となり閉店。その後2011年（平成23年）7月29日に施設はユニーへ売却され、本館との一体的な運営方式となった。なお、センタープラザは当初「シネマする街 千秋通り」とも呼ばれていた。
本館とセンタープラザは2階部分のペデストリアンデッキで接続している。
東京インテリア長岡店は2019年（平成31年）2月1日にセンタープラザの南隣地において開業した。施設の出店計画自体は2013年（平成25年）6月にユニーと長鐡工業が特定施設新設に係る届出書を新潟県に提出しているが、運営は東京インテリアが行っている。
関連施設の敷地はいずれも隣接する越後交通の本社が有していた（旧）本社営業所工場の跡地であり、リバーサイド千秋の運営元であるユニーが出店計画や運営に関与している。

### 名称
当施設はユニーのモール型ショッピングセンター業態の「ウォーク」の一つであるが、名称に「○○ウォーク」と付かない唯一の施設となっている。名称は信濃川の清らかで雄大な流れのイメージを取り「リバーサイド千秋」と命名された。
なお「リバーウォーク」は、北九州市に存在するショッピングモールだが、ユニーとの関係はない。

### マスコットキャラクター
当施設には公式マスコットキャラクターとして、サイをイメージした黄緑色の『リバサイくん』（雄）がいる。

## 核店舗・主な専門店
最新の店舗情報はフロアガイドを参照

### アピタ長岡店
1階は食料品・衣料品ゾーン、2階にハローズガーデン（アミューズメント）などが出店している。

### 専門店街
1階は47の専門店のほか、10店舗で構成される飲食店街「リバーサイドアレー」がある。営業時間は午前11時～午後10時。
2階は39の専門店のほか、屋内800席・テラス40席を有する飲食店10店舗のフードコート「フォレストコート」がある。ライフサポートエリアには、子ども向けの英会話教室・パソコン教室と、眼科・歯科、多目的ホール「フェニックスホール」がある。

### センタープラザ（別館）
1階は「スーパースポーツゼビオ」、2階は映画館「T-JOY」が核テナントである。

### 金融・公共機関など
- ATMコーナー
  - 第四北越銀行[15]
  - 大光銀行[16]
  - JAバンク[17]
  - 新潟県労働金庫[18]
  - ゆうちょ銀行[19]
- リバーサイド千秋 郵便局（リバーサイドコート東出入口横　窓口の営業時間が通常の郵便局より1時間繰り下がっている。ここに設置されているATMは時間外手数料は発生しない）[13]
- 長岡市役所 長岡市西サービスセンター

## ギャラリー

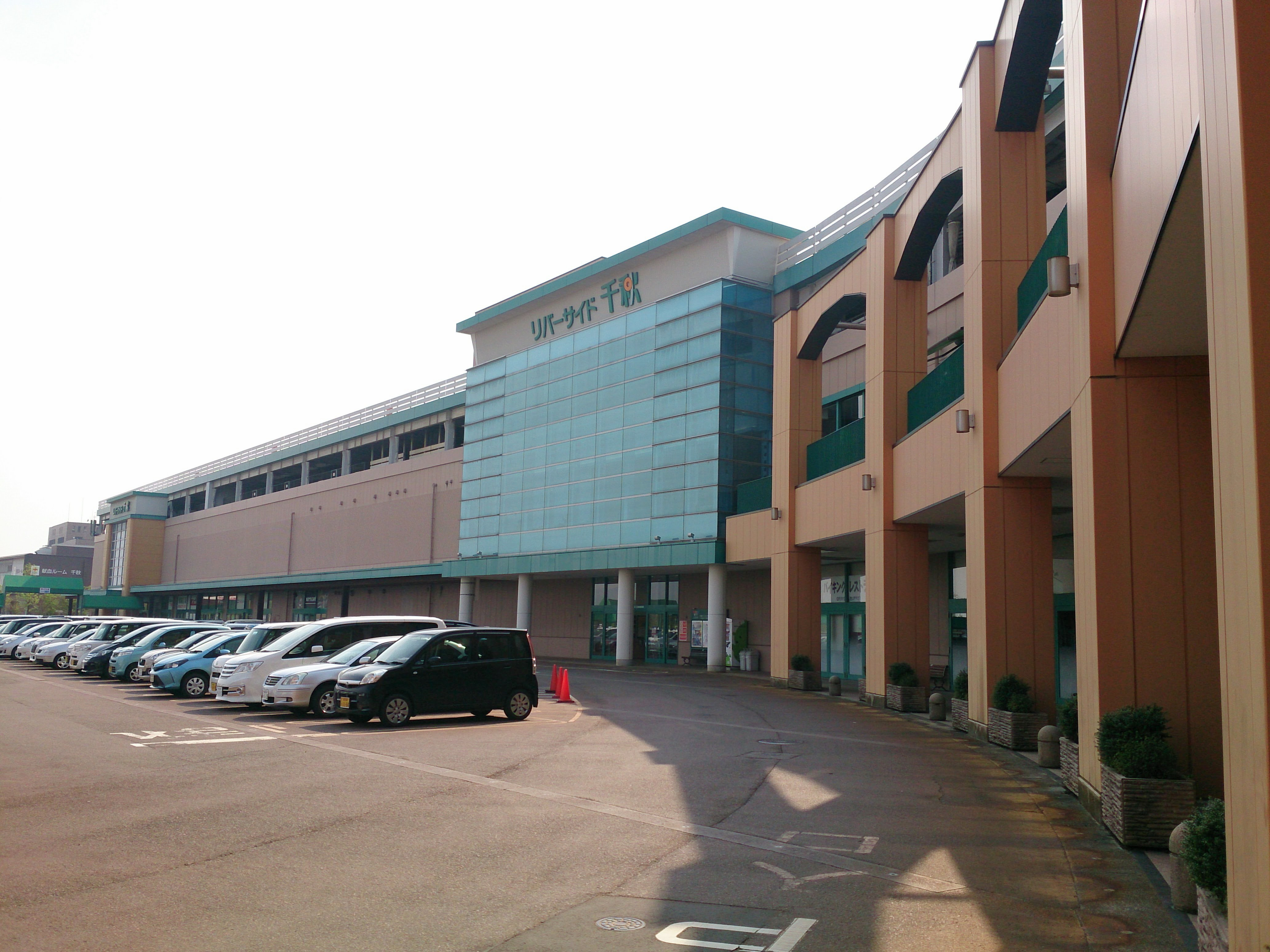
本館（2018年4月）
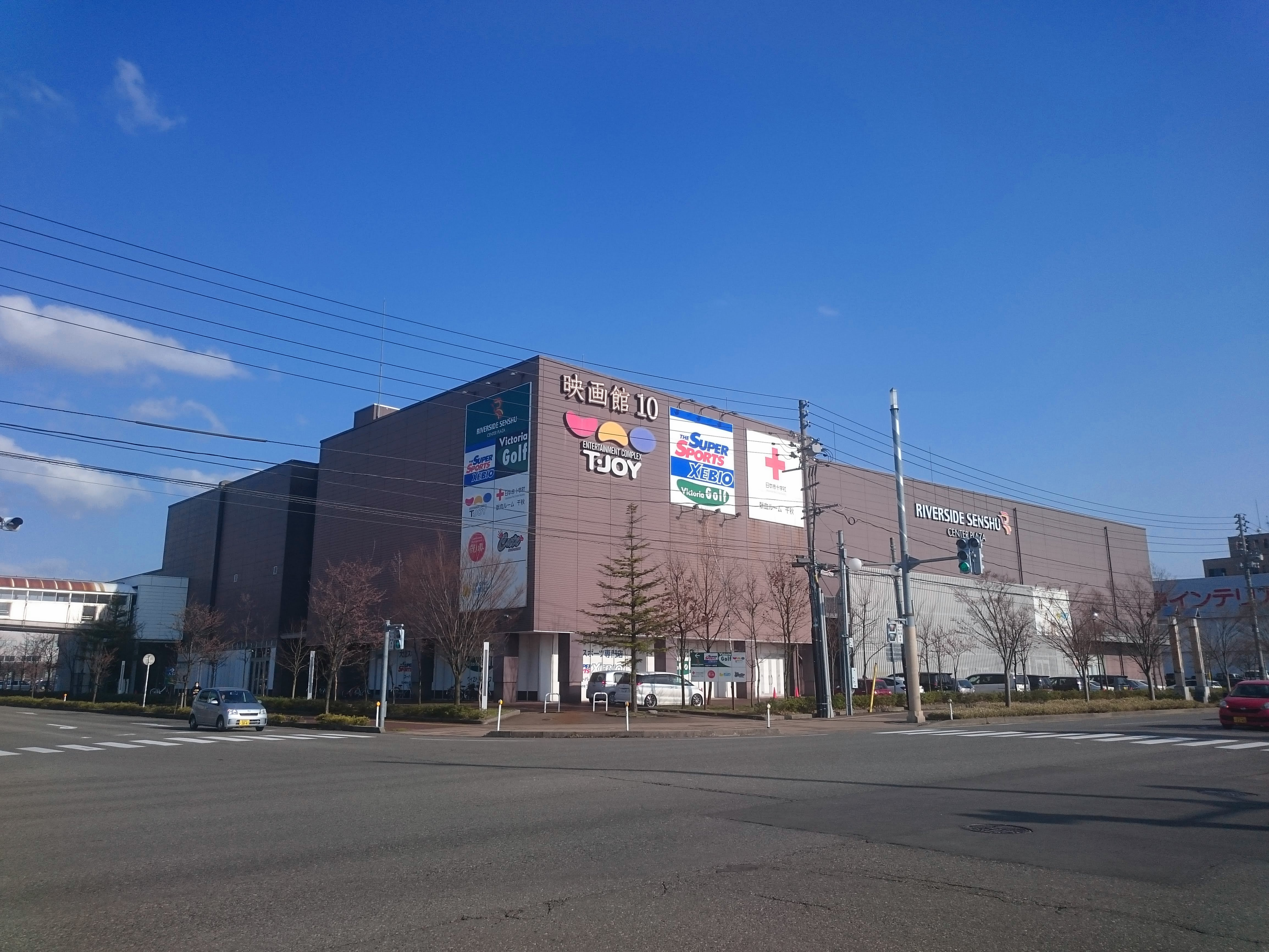
センタープラザ（2019年4月）
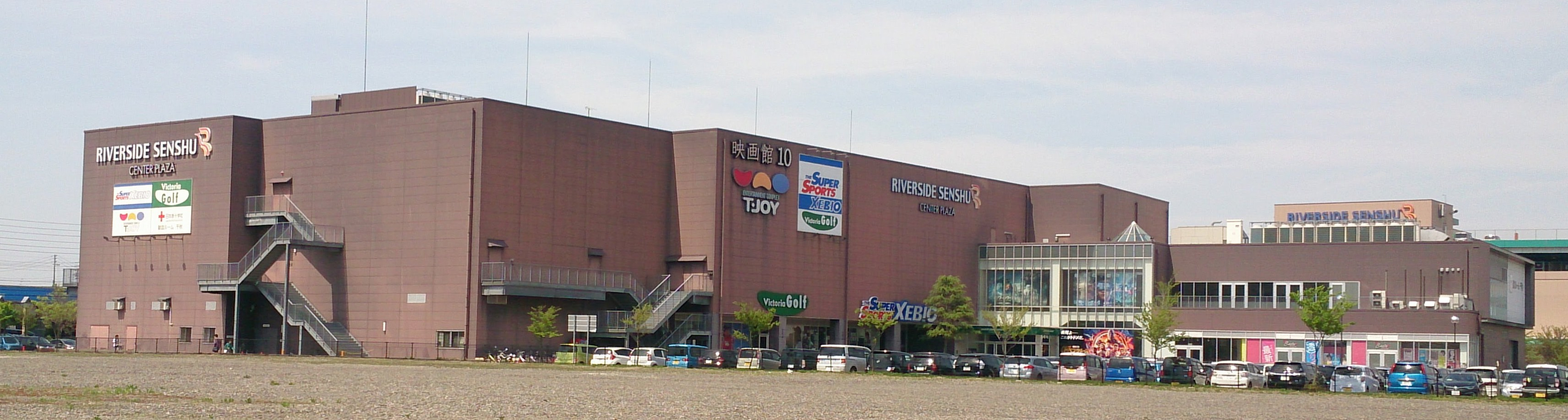
南東側から見たセンタープラザ（2018年4月）
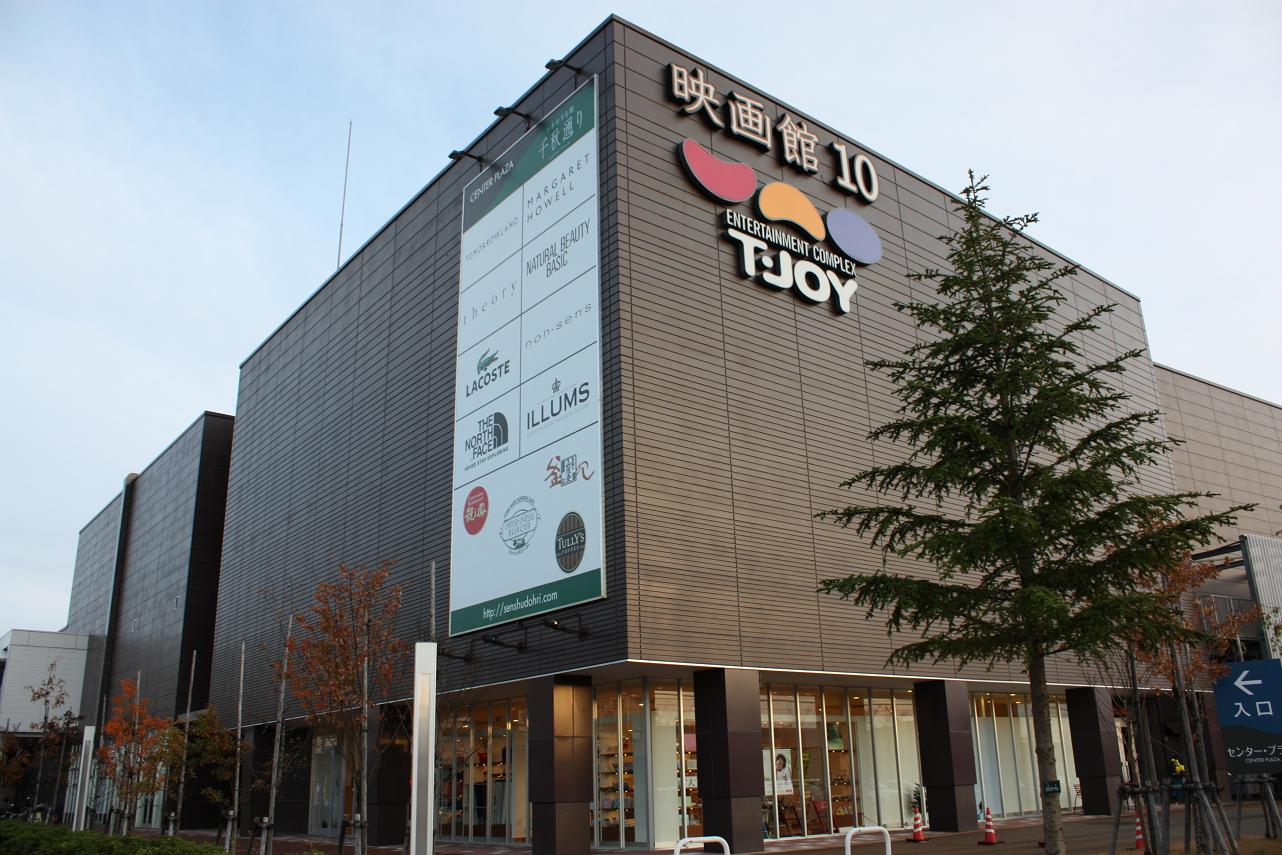
千秋通り開業当時の外観
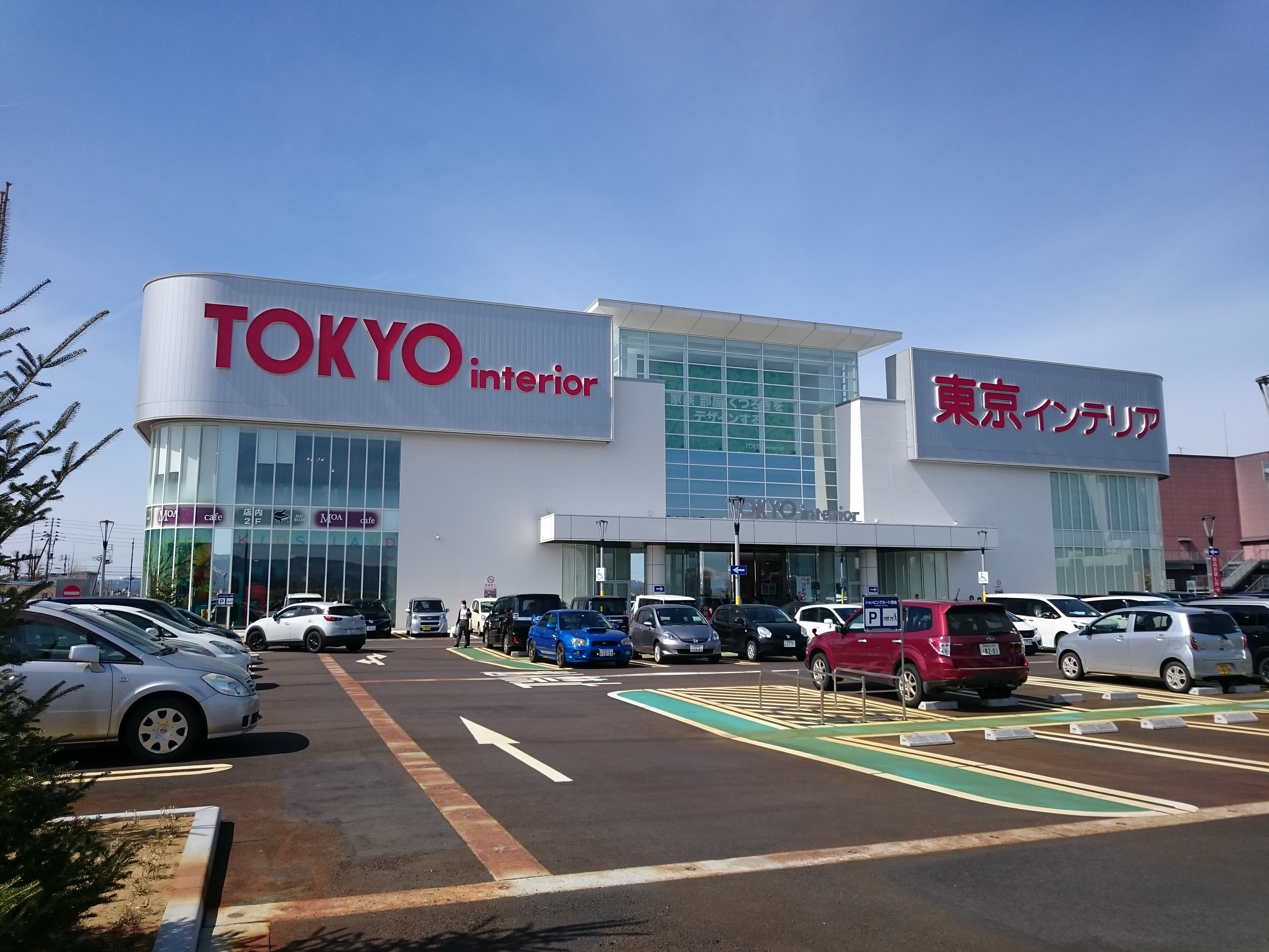
本社営業所跡地に開業した「東京インテリア長岡店」

## 交通アクセス
- 関越自動車道長岡ICより約5km[1]（自家用車：約15分）
- 越後交通「センタープラザ前」「日赤病院前」「本社営業所前」などが最寄りバス停
  - JR長岡駅大手口から多数の路線が運行されている。

## 周辺施設
- 県立近代美術館
- リリックホール
- 長岡市産業振興センター（ハイブ長岡）
- 長岡造形大学
- 長岡赤十字病院
- イオン長岡店

## 舞台になった作品
- ガッチャマン クラウズ インサイト - 第2話の後半の舞台として登場。また、テレビ新潟では同番組のスポンサーとなっていた。
- CUE! - TVアニメ第1期11話での新潟ライブの舞台として登場。